# Eidmannella
Eidmannella es un género de arañas araneomorfas de la familia Nesticidae. La especie Eidmannella pallida es cosmopolita, las otras especies se encuentra en Norteamérica.

## Lista de especies
Según The World Spider Catalog 12.0:
- Eidmannella bullata Gertsch, 1984 — USA
- Eidmannella delicata Gertsch, 1984 — USA
- Eidmannella nasuta Gertsch, 1984 — USA
- Eidmannella pachona Gertsch, 1984 — México
- Eidmannella pallida (Emerton, 1875) — Cosmopolita
- Eidmannella reclusa Gertsch, 1984 — USA
- Eidmannella rostrata Gertsch, 1984 — USA
- Eidmannella tuckeri Cokendolpher & Reddell, 2001 — USA